# Ариана Кабул (футбольный клуб)
«Ариана Кабул» (перс. کلپ آریانا‎) — бывший афганский футбольный клуб из города Кабул, основанный в 1941 году и расформированный в 1956 году. Являлся сильнейшим и известнейшим клубом Королевства Афганистан, являлся победителем чемпионата Афганистана (Кабульская Премьер-лига) начиная с 1946 по 1955 год (десятикратный чемпион).
Клуб являлся базовой командой для национальной сборной Афганистана того периода. Почти все футболисты сборной страны являлись членом «Ариана Кабул». Домашние матчи проводил на стадионе «Гази» в Кабуле.

## Достижения
- Победитель Кабульской Премьер-лиги (10): 1946, 1947, 1948, 1949, 1950, 1951, 1952, 1953, 1954, 1955